# خط کیئو ساگامیهارا
خط کیئو ساگامیهارا (به ژاپنی: 京王相模原線, Keiō-sagamihara-sen) یک خط راه‌آهن وابسته به شرکت راه‌آهن کیئو است.